# Monanus denticulatus
Monanus denticulatus es una especie de coleóptero de la familia Silvanidae.

## Distribución geográfica
Habita en las islas Seychelles y Malasia.